# غرينفيلد (نيويورك)
غرينفيلد (بالإنجليزية: Greenfield, New York)‏ هي بلدة أمريكية تقع في الولايات المتحدة في مقاطعة ساراتوغا، نيويورك. يقدر عدد سكانها بـ 7,362 نسمة ومساحتها 175.4 كم2 وترتفع عن سطح البحر 180 متر.